# Gmina Union (hrabstwo Adair)
Gmina Union (ang. Union Township) – gmina w USA, w stanie Iowa, w hrabstwie Adair. Według danych z 2020 roku gmina miała 145 mieszkańców.